# أحمد عادل ميسي
أحمد عادل ميسي (مواليد 25 سبتمبر 1997) هو لاعب كرة قدم مصري يلعب في مركز الجناح الأيسر في نادي الاتحاد السكندري.

## مشواره
بدأ مشواره في ناشئين نادي الزمالك ثم أنتقل للنادي المصري، ثم ترك الفريق بعد سنة وأنضم لفريق مصر المقاصة وفي سبتمبر 2021 وقع لفريق الاتحاد السكندري في عقد يمتد ل4 مواسم.